# لويس غودوي
لويس غودوي (بالإسبانية: Luis Godoy)‏ هو لاعب كرة قدم ومدرب كرة قدم تشيلي، ولد في 14 مايو 1978 في تشيلي. لعب مع ديبورتيس أنتوفاغاستا.

## وصلات خارجية
- لويس غودوي على موقع قاعدة بيانات كرة القدم.إي يو (الإنجليزية)
- لويس غودوي على موقع Soccerway.com (الإنجليزية)